# Ermenegildo Manfredi
Ermenegildo Manfredi, noto anche con lo pseudonimo di Gildo (Massa, 23 ottobre 1942 – Massa, 20 ottobre 1993), è stato un politico italiano, sindaco di Massa dall'8 agosto 1990 al 20 ottobre 1993.

## Biografia

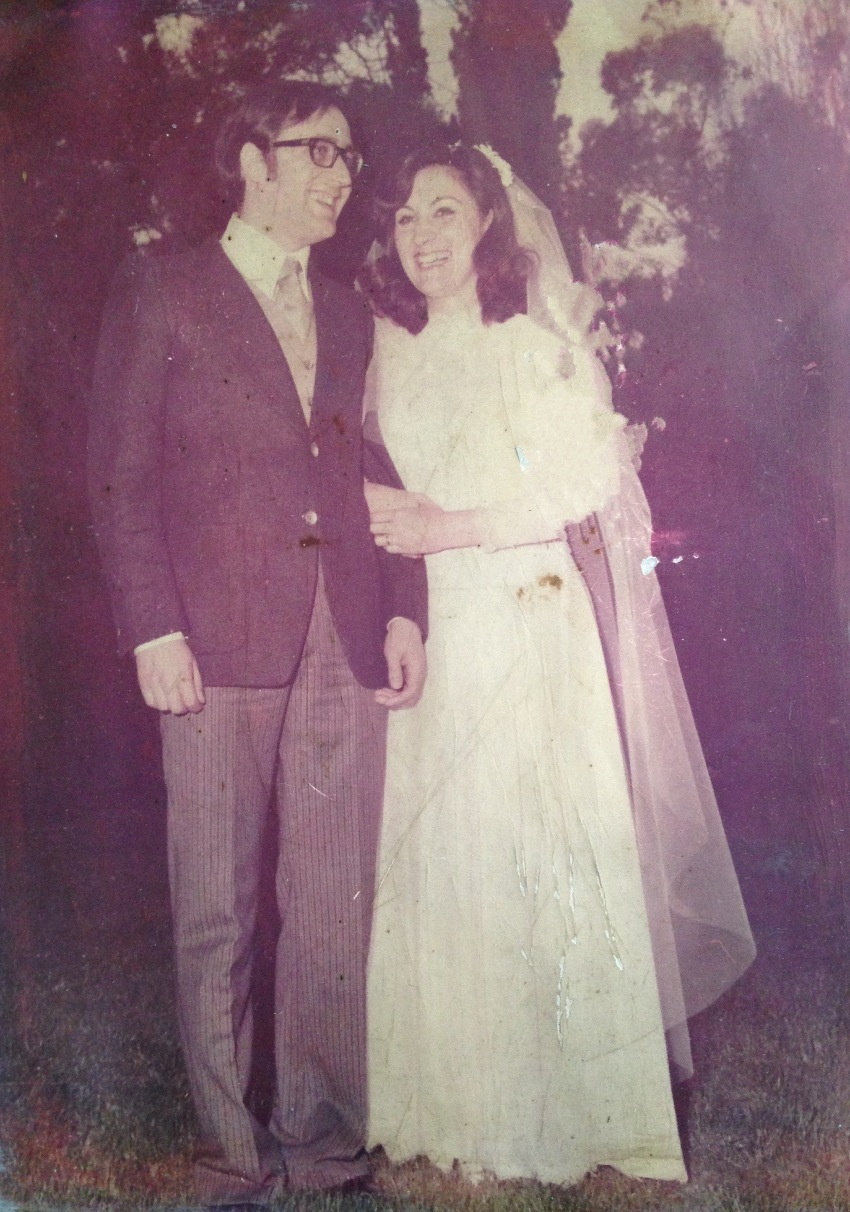
Ermenegildo Manfredi e Savigliana Venturini il giorno del matrimonio

Nato a Pariana, frazione collinare di Massa, è il secondo di cinque figli. Frequenta il liceo classico e il 16 marzo 1967 si laurea in Lettere classiche presso l'Università di Pisa con una tesi di laurea sulle Statue stele della Lunigiana, in seguito citata in diversi studi sui monumenti preistorici.
Per alcuni anni insegna nei licei di Massa e nel 1978 diventa preside dell'Istituto Alberghiero "G. Minuto" di Marina di Massa, che costruisce quasi dal nulla e che porta ad essere uno dei principali istituti alberghieri d'Italia.

## Carriera politica

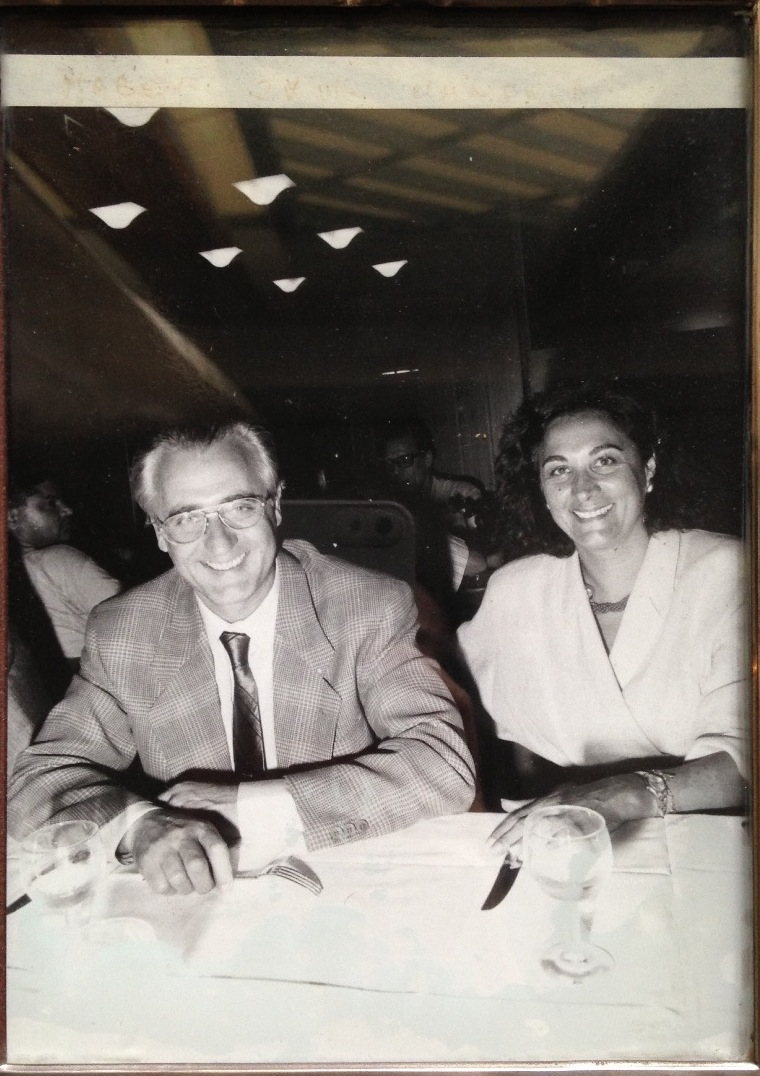
Ermenegildo Manfredi e la moglie Savigliana l'8 agosto 1990, sera in cui Manfredi diventa sindaco di Massa

Politicamente cresciuto nella sinistra democristiana, con l'onorevole Andrea Negrari, giunge alla carica di vicesegretario provinciale del partito. Eletto nel consiglio comunale di Massa nel 1985, resta dapprima all'opposizione del sindaco Sauro Panesi, per rendersi poi artefice della nascita, nel 1986, della prima giunta DC-PCI costituita in un capoluogo di provincia. A tale giunta, ridenominata "Giunta di Programma", aderiscono anche il PSDI e il PRI, che esprime il sindaco Mauro Pennacchiotti. Manfredi entra in giunta dove ricopre l'incarico di vice sindaco ed assessore all'urbanistica.
L'8 agosto 1990 il Consiglio Comunale di Massa, rinnovato con le amministrative del 6-7 maggio, elegge sindaco lo stesso Manfredi, a guida di una giunta costituita da DC, Psi, Pri e "Unità Democratica". Il programma politico-amministrativo di tale maggioranza è fortemente caratterizzato dalla volontà di creare condizioni per il rilancio economico ed occupazionale del comprensorio. Nuclei centrali sono la bonifica delle aree industriali dismesse, il piano regolatore della zona industriale, il potenziamento della rete viaria e ferroviaria, lo sviluppo turistico alberghiero con la realizzazione del porto turistico e il recupero delle ex-colonie, il piano regolatore generale comunale ed il recupero del centro storico. Tra il 1990 ed il 1993 Manfredi realizza parte di questi progetti con l'avvio della bonifica e la demolizione dell'inceneritore della Farmoplant, l'approvazione degli indirizzi per il piano regolatore generale, la realizzazione di parti considerevoli della rete fognaria, la privatizzazione della gestione dell'acquedotto comunale con l'intento di favorirne l'ammodernamento.
Nel 1992 Manfredi si fa carico della battaglia per il cambiamento della Democrazia Cristiana e segue da vicino il progetto di rinnovamento del partito portato avanti da Mario Segni. Il 10 ottobre a Roma, alla manifestazione dei Popolari per la Riforma presso il PalaLottomatica, dichiara: "Rifondare lo Stato, così non si può andare avanti"
. Tuttavia non segue Segni nello strappo del 1993, quando il politico sardo decide di uscire dalla Democrazia Cristiana".